# Lijst van spelers van Club Blooming
Deze lijst omvat voetballers die bij de Boliviaanse voetbalclub Club Blooming spelen of gespeeld hebben. De spelers zijn alfabetisch gerangschikt.

## A
- Nicolás Abot
- Johny Acosta
- Miguel Aguilar
- Marcos Aguilera
- Gustavo Aguirre
- Damián Akerman
- Alexandre
- José Algarañaz
- Sergio Almirón
- Lorgio Álvarez
- Jorge Andia
- Víctor Andrada
- Oscar Añez
- Carmelo Angulo
- Oscar Antelo
- Víctor Hugo Antelo
- Hebert Arandia
- Jorge Arauz
- Oscar Araúz
- Francisco Argüello
- Carlos Arias
- Luis Arroyo
- José Avila
- José Ayala

## B
- José Barba
- Luis Barboza
- Hugo Bargas
- Gonzalo Baroni
- Joel Bejarano
- José Bernal
- Jimmy Blandón
- Sergio Bonfigli
- Hernán Boyero
- Fabricio Brandão
- José Brusco

## C
- José Cababa
- Diego Cabrera
- Leandro Cabrera
- Dario Cabrol
- Luis Camacho
- Félix Candia
- Mauro Cantoro
- Carlos Cárdenas
- Luis Cárdenas
- Andrés Carevic
- Alexis Carrasco
- Germán Carty
- Gerardo Castellón
- Carlos Castilla
- Edgar Castillo
- José Castillo
- Carlos Castro
- Daniel Castro
- José Chávez
- Juan Carlos Chávez
- Jonathan Claure
- Richard Coca
- Rolando Coimbra
- Leonardo Colombo
- Roberto Correa
- Julio César Cortez
- César Couceiro
- Michael Cristaldo
- Roberto Cronembold
- Ángel Cuellar

## D
- Alex Da Rosa
- Junior Daza
- Gastón de los Santos
- David Díaz
- Edgardo Díaz
- Óscar Díaz
- Dimas

## E
- Marcelo Escalante
- Eduardo Escobar
- Panfilo Escobar

## F
- José Carlos Fernández
- Ruben Ferreira
- Eduardo Fierro

## G
- Luis Galarza
- Sergio Galarza
- Roberto Galindo
- Brian Galvez
- Arturo García
- Federico García
- Ignacio García
- Luis García
- Geovani
- Percy Gil
- Alejandro Gómez
- Cristian Gómez
- Anderson Gonzaga
- Raúl Gonzales
- Jorge González
- Limberg Gutiérrez
- Raúl Gutiérrez

## H
- Marco Herrera
- Pedro Higa
- Julio Hurtado
- Luis Hurtado
- Miguel Hurtado

## I
- Eduardo Iachetti
- Andrés Imperiale
- Ignacio Ithurralde

## J
- Sebastián Jarast
- Sergio Jáuregui
- Andrés Jemio
- Andrés Jiménez
- Jorghino
- Raúl Justiniano

## K
- Javier Klimowicz
- Koke

## L
- Carlos Lagorio
- Pablo Lanz
- Marcos Lazaga
- Hernán Lisi
- José Loayza
- Miguel Loayza
- Carlos López
- Luiz Carlos Vieira
- Leonardo Luppino

## M
- Fernando Machado
- Dustin Maldonado
- Edison Maldonado
- Ariel Mangiantini
- Leonardo Mansilla
- Alejandro Martínez
- Diego Martiñones
- Daniel Maturana
- Raúl Medeiros
- José Melgar
- Luis Melgar
- Victor Melgar
- Martín Menacho
- Germán Méndez
- Limberg Méndez
- Limbert Méndez
- Gualberto Mojica
- Sebastián Molina
- Omar Morales
- José Moreiras
- Carlos Moreno
- Jaime Moreno
- Julio Moreyra
- Marcos Morinigo

## N
- Ángel Nasta
- Santos Navarro
- Neno

## O
- Carlos Ortíz
- Jorge Ortíz
- Osvaldo Ozzán

## P
- Álvaro Paniagua
- David Paniagua
- Roly Paniagua
- Gustavo Paredes
- Diego Parra
- José Paz
- Pablo Pedraza
- Álvaro Peña
- Darwin Peña
- Diomedes Peña
- Juan Manuel Peña
- Herman Pérez
- Roberto Pérez
- Adriano Pimenta
- Gustavo Pinedo
- Mario Pinedo
- Dennis Pinto
- Juan Piombo

## R
- Ronald Rea
- Germán Real
- Sergio Reyna
- Cristian Reynaldo
- Reny Ribera
- Darwin Rios
- Juan Rivero
- Ronald Rivero
- Rosauro Rivero
- Jaime Robles
- Manuel Robles
- Silvio Rojas
- Mathias Rolero
- Erwin Romero
- Jorge Ruth

## S
- Carlos Sabja
- Lisandro Sacripanti
- José Sagredo
- Yadin Salazar
- Pablo Salinas
- Amilcar Sánchez
- Juan Carlos Sánchez
- Diego Sandoval
- Alejandro Schiapparelli
- Ronald Segovia
- Sérgio João
- Luis Sillero
- Hermán Solíz
- Modesto Soruco
- Juan Berthy Suárez
- Carlos Suárez
- Diego Suárez
- Lorgio Suárez
- Nicolás Suárez
- Roger Suárez

## T
- Gastón Taborga
- Eduardo Terrazas
- Henry Torrico
- Rubén Tufiño

## U
- Mario Uriona
- Richard Uriona

## V
- Daniel Vaca
- Edgar Vaca
- Getulio Vaca
- Joselito Vaca
- Leonardo Vaca
- Marco Vaca
- Diego Valdés
- Gabriel Valverde
- Christian Vargas
- José Vargas
- Francisco Vazzoler
- Diego Vejarano
- Ricardo Verduguez
- Pedro Viera
- David Villalba
- Moisés Villarroel
- Eduardo Villegas

## W
- Wanderlei
- Cristian Wernly

## Y
- Guery Yabeta

## Z
- Boris Zabala
- Carlos Zabala
- Wilder Zabala
- Jorge Zapata